# Eldred (New York)
Pour les articles homonymes, voir Eldred.
Eldred est une census-designated place du comté de Sullivan, dans l'État de New York, aux États-Unis. En 2020, elle compte une population de 212 habitants.